# رزویل (اوهایو)
رزویل (به انگلیسی: Roseville) یک روستا در ایالات متحده آمریکا است که در اوهایو واقع شده‌است. رزویل ۱٫۸۴ کیلومتر مربع مساحت و ۱٬۸۵۲ نفر جمعیت دارد و ۲۲۱ متر بالاتر از سطح دریا واقع شده‌است.